# Wyomi Masela
Wyomi Masela (Rijssen, 28 december 1993) is een Nederlands voormalig turnster.

## Biografie
In 2012 leek het erop dat Masela deel mocht nemen aan de Olympische Zomerspelen 2012. De Nederlandse turnbond KNGU wees haar aan, nadat ze tijdens het Olympische Test Event in Londen het brons won op sprong. Concurrente Céline van Gerner spande echter een kort geding aan tegen de KNGU en won die. Zij was tijdens het Olympische Test Event geblesseerd en vond dat ze niet genoeg kansen had gekregen van de turnbond om zich te kwalificeren. De rechter stelde haar in het gelijk, waarna Van Gerner net als Masela nog drie kansen kreeg. Aan de hand van die momenten koos de KNGU uiteindelijk alsnog voor Van Gerner en viel Masela buiten de boot. Op 10 september 2013 scheurde Masela bij een sprongfinale in Szombathely haar achillespees, waardoor ze het WK in Antwerpen ook miste. Door deze hardnekkige blessure beëindigde zij in 2017 haar carrière.
Masela heeft in 2020 aangegeven het slachtoffer te zijn geweest van grensoverschrijdend gedrag in de turnsport.